# Chauvigny-du-Perche
Chauvigny-du-Perche és un municipi francès, situat al departament del Loir i Cher i a la regió de Centre – Vall del Loira. L'any 2007 tenia 227 habitants.

## Demografia

### Població
El 2007 la població de fet de Chauvigny-du-Perche era de 227 persones. Hi havia 100 famílies, de les quals 28 eren unipersonals (16 homes vivint sols i 12 dones vivint soles), 36 parelles sense fills, 32 parelles amb fills i 4 famílies monoparentals amb fills.
La població ha evolucionat segons el següent gràfic:
Habitants censats

### Habitatges
El 2007 hi havia 161 habitatges, 100 eren l'habitatge principal de la família, 41 eren segones residències i 20 estaven desocupats. Tots els 155 habitatges eren cases. Dels 100 habitatges principals, 86 estaven ocupats pels seus propietaris, 12 estaven llogats i ocupats pels llogaters i 2 estaven cedits a títol gratuït; 1 tenia una cambra, 10 en tenien dues, 27 en tenien tres, 24 en tenien quatre i 39 en tenien cinc o més. 70 habitatges disposaven pel capbaix d'una plaça de pàrquing. A 58 habitatges hi havia un automòbil i a 28 n'hi havia dos o més.

### Piràmide de població
La piràmide de població per edats i sexe el 2009 era:
| Homes | Edats   | Dones |
| ----- | ------- | ----- |
| 0     | 95 o +  | 0     |
| 4     | 90 a 94 | 0     |
| 0     | 85 a 89 | 4     |
| 4     | 80 a 84 | 8     |
| 8     | 75 a 79 | 12    |
| 4     | 70 a 74 | 8     |
| 12    | 65 a 69 | 12    |
| 4     | 60 a 64 | 16    |
| 4     | 55 a 59 | 12    |
| 8     | 50 a 54 | 4     |
| 20    | 45 a 49 | 0     |
| 0     | 40 a 44 | 8     |
| 8     | 35 a 39 | 0     |
| 8     | 30 a 34 | 8     |
| 4     | 25 a 29 | 8     |
| 4     | 20 a 24 | 0     |
| 8     | 15 a 19 | 0     |
| 0     | 10 a 14 | 4     |
| 4     | 5 a 9   | 4     |
| 8     | 0 a 4   | 0     |

## Economia
El 2007 la població en edat de treballar era de 124 persones, 88 eren actives i 36 eren inactives. De les 88 persones actives 83 estaven ocupades (49 homes i 34 dones) i 5 estaven aturades (5 dones i 5 dones). De les 36 persones inactives 18 estaven jubilades, 8 estaven estudiant i 10 estaven classificades com a «altres inactius».

### Ingressos
El 2009 a Chauvigny-du-Perche hi havia 98 unitats fiscals que integraven 220 persones, la mediana anual d'ingressos fiscals per persona era de 17.371 €.

### Activitats econòmiques
Dels 10 establiments que hi havia el 2007, 1 era d'una empresa alimentària, 1 d'una empresa de fabricació d'altres productes industrials, 1 d'una empresa de construcció, 3 d'empreses de comerç i reparació d'automòbils i 4 d'empreses de serveis.
Dels 2 establiments de servei als particulars que hi havia el 2009, 1 era un taller de reparació d'automòbils i de material agrícola i 1 lampisteria.
Dels 2 establiments comercials que hi havia el 2009, 1 era una botiga de menys de 120 m² i 1 una botiga de material de revestiment de parets i terra.
L'any 2000 a Chauvigny-du-Perche hi havia 21 explotacions agrícoles que ocupaven un total de 1.695 hectàrees.

## Poblacions més properes
El següent diagrama mostra les poblacions més properes.